# 绒叶含笑
绒叶含笑（学名：Michelia velutina）为木兰科含笑属下的一个种。